# I'MAX
株式会社アイマックス（I'MAX CORP）はかつて東京都大田区西蒲田に本社を置いていた日本のゲームソフト製作会社である。代表取締役は今成一雄氏。元ナムコの社員が関わっている。

## 概要
1990年の『ドラゴンテール』でゲーム事業参入。スーパーファミコンには「スーパー」の名を冠した将棋をはじめとしたテーブルゲームやスポーツゲームを次々と送りだした。
ゲームクリエイター専門学校「アイマックスアカデミー」の運営もしていた。
94年からアーケードへ参入、システム基板「M.A.C.Sシステム」を開発するも、ヒット作に恵まれなかった。
1998年、ポケベルを題材にしたゲームボーイ用ソフト『日刊べるとも倶楽部 Vol.1』の発売を最後に倒産した。

## 主な作品
太字のタイトルはプロジェクトEGGで配信されている。
ファミリーコンピュータ
- ファミコン将棋竜王戦（プロジェクトEGGでは『将棋竜王戦』）

開発はホームデータ。当時新設されて間もなかった竜王戦を題材としたゲーム。登場棋士はすま、かたはら、かなた、あわず、なにがわ、よのなか、おおやみ。
- ファミコン囲碁入門
- ネイビーブルー（ユースが1989年にゲームボーイ向けに発売した「海戦ゲーム ネイビーブルー」をアレンジ移植したもの）

スーパーファミコン
- スーパー将棋

通常の対局の他、江戸時代の旅人を操作し各地の宿場で対局しながらすごろく形式で京都まで進む「東海道五十三次」モード、『ファミコン将棋竜王戦』同様16人のプロ棋士 との対局となる「トーナメント」モードがある。
パッケージに東洲斎写楽の「三代目大谷鬼次の奴江戸兵衛」が用いられている。
- スーパー麻雀

世界の有名人との対局となる「世界統一モード」がある。
- スーパー麻雀2 本格4人打ち

2人打ちだった前作に対し、4人打ちとなっている。
- スーパー麻雀3 辛口
- デュアルオーブ 聖霊珠伝説
- デュアルオーブ2
- デスブレイド
- スーパー競馬

フジテレビ系の同名番組をゲーム化。プレイヤーが馬主となり、競走馬を育成する。
- スーパーパチンコ
- スーパー高校野球 一球入魂
- スーパー花札
- どっすん!岩石バトル
- スーパー競輪
- スーパー将棋2
- スーパー将棋3 棋太平

プロ棋士を目指す弟子を育成していくシミュレーションモード「棋士の星」を収録。
- スーパー花札 弐
- B.B.GUN

ゲームボーイ
- 相撲ファイター 東海道場所

力士・凡太郎を操作して敵を倒しながら進むアクションゲーム。
- 詰将棋
- カンヅメモンスター
- パチスロワールドカップ'94
- ドラゴンテール
- 日刊べるとも倶楽部

プレイステーション（アイレムアーケードクラシックス以外は2021年現在、ゲームアーカイブスで配信されている）
- アイマックス将棋II
- 花札グラフィティー 恋々物語
- アイレムアーケードクラシックス（セガサターン版も販売。プレイステーション版は2011年8月11日までゲームアーカイブスで配信されていた）
- 花と龍〜花札・麻雀〜
- 大海信長伝 下天2

その他
- 冒険男爵★ドン（PCエンジン）
- CYBER DOLL（セガサターン）
- ワームス（セガサターン）
- インスマウスの館　(バーチャルボーイ)

アーケード
- 着せ替えま〜じゃん　MACSシステム
- 着せ替え花札　MACSシステム
- カルトネーム（開発はKID）MACSシステム
- 人間価格鑑定機ラズマタッズ
- 人間価格鑑定機ラズマタッズII（企画・制作・開発はアイミーマイン[3]）
- なんでもシール委員会（販売はジャレコ）
小判16分割ロールシートのプリントシール機で、別途小型被写体撮影用カメラを内蔵し、手持ちアイテムとの合成写真が撮影可能
内蔵ビデオプリンターは三菱CP710、公式略称『ナンシー』、ナビゲーター音声はCHAMI
ROM交換による数回のバージョンアップが行われ、複数の手塚治虫作品版権フレームを搭載
- 魔石大戦ストーン　未発売（ネオジオ　開発はナウプロダクション　のちにどっすん!岩石バトルに昇華）
- 棋娘・なないろといき　未発売（ネオジオ）
- ジグソーパラダイス　未発売（MACSシステム）
- クイズ彼女がハテナに着替えたら...　未発売（MACSシステム）